# Arno Columbus

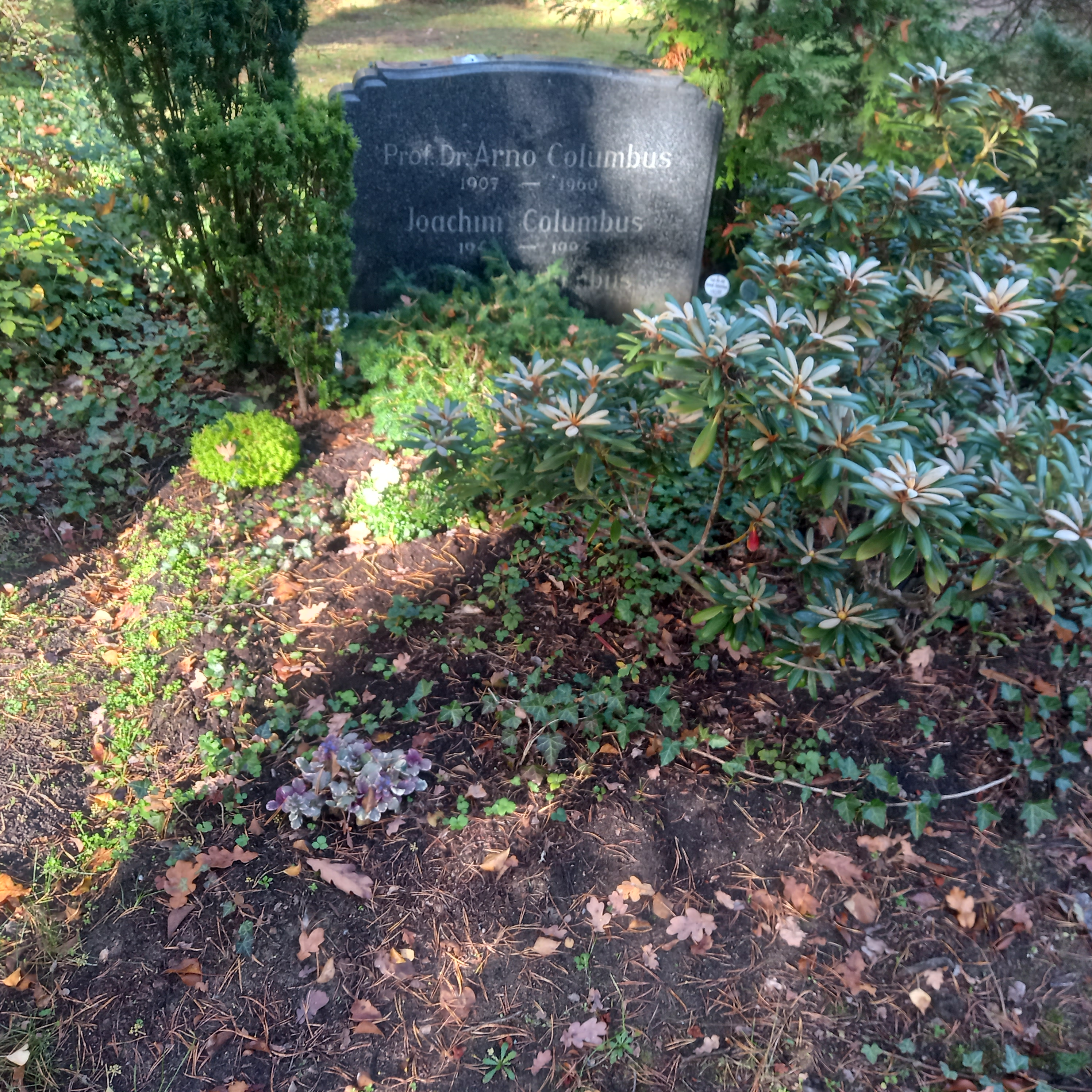
Das Grab von Arno Columbus im Familiengrab auf dem Waldfriedhof Zehlendorf

Arno Columbus (* 25. Januar 1907 in Neuhaus bei Paderborn; † 1. April 1960 in West-Berlin) war ein deutscher Agrarwissenschaftler.

## Leben
Arno Columbus, dessen Vater Steueroberinspektor war, bestand 1927 am Humanistischen Gymnasium in Wiesbaden die Reifeprüfung. Danach durchlief er eine landwirtschaftliche Lehre und studierte anschließend an der Landwirtschaftlichen Hochschule Berlin. Den Diplomabschluss erhielt er 1933. Auch promovierte er zum Doktor der Agrarwissenschaften. Seine Dissertation war Der quantitative Verlauf der Entleerung des Pansens bei Schafen und Ziegen. Von 1933 bis 1941 war er im Mannschaftsrang eines Rottenführers Mitglied der Reiter-SA.
1934 wurde Columbus außerplanmäßiger Assistent am Institut für Tierernährung an der Universität Berlin. Zum 1. Mai 1937 trat er der NSDAP bei (Mitgliedsnummer 4.158.141). 1938 wurde er zum planmäßigen Assistenten befördert. Als Obergefreiter nahm er von 1941 bis 1943 insbesondere in Russland und Norwegen am Zweiten Weltkrieg teil. Dabei wurde er entlassen, weil er als dienstuntauglich galt. 1945 wurde er noch zum Volkssturm eingezogen.
Noch 1945 wurde Columbus aus der Kriegsgefangenschaft entlassen. In Berlin erhielt er einen Forschungsauftrag, musste dann aber im nächsten Jahr im Zuge der Entnazifizierung wieder gehen, da er Mitglied der NSDAP gewesen war. 1949 erhielt er an der Fakultät für Landwirtschaft an der Universität Halle einen Lehrauftrag. Für Tierernährungslehre wurde er schließlich mit seiner Schrift Die Variabilität der Eiweißwertigkeit unter verschiedenen Bedingungen nach Stoffwechselversuchen an wachsenden Schweinen an der Humboldt-Universität zu Berlin habilitiert.
1951 wurde Columbus Professor mit Lehrstuhl an der Universität Halle und zugleich Direktor des neu gegründeten Instituts für Tierernährung.   Dort beschäftigte er sich mit Futtermittelkunde und erforschte den Eiweißstoffwechsels in Fütterungsversuchen. Er wirkte auch bei der Arbeitsgemeinschaft Fütterungsberatung als Vorsitzender. In diesem Amte beriet er und schrieb Artikel beziehungsweise Aufsätze. 1956 wurde er aufgrund seiner Aussage denunziert, es sei eine Geldverschwendung, die Nationale Volksarmee auszubauen. Weil er Ehrenämter innehielt, hatte diese Denunziation gegen ihn keine weiteren Folgen. Columbus hielt die Professur und die Institutsdirektion vielmehr bis zu seinem Tode inne.
Arno Columbus erlag 1960 im Alter von 53 Jahren einem Herzinfarkt. Sein Grab befindet sich auf dem Waldfriedhof Zehlendorf in Berlin.

## Schriften
- Der quantitative Verlauf der Entleerung des Pansens bei Schafen und Ziegen, mit Berücksichtigung der Gesamtentleerung des Magen-Darm-Kanals (Wiesbaden 1934).
- Die Variabilität der Eiweißwertigkeit unter verschiedenen Bedingungen nach Stoffwechselversuchen an wachsenden Schweinen (Habilitationsschrift, 1950).
- Jahrbuch für Tierernährung und Fütterung (Berlin, Deutscher Landwirtschaftsverlag)